# 无盐故城
无盐故城是中國山東省东平县重要的文化古迹。位于大清河沿岸无盐村附近。为西周至北朝时期无盐邑、无盐县治所的遗址。
战国时，齐国始置无盐邑于此。秦为无盐县治所，汉武帝元朔四年设东平国，封刘庆为东平王，治无盐。魏晋仍为无盐县治所，北齐时无盐县合并入须昌县，无盐城废。
无盐故城三面环山，一面临河，易守难攻，为歷來兵家必争的军事重镇。故城遗址南北长350米，东西宽300米，但目前该古城遗址由于战争破坏、长期弃用以及大清河侵蚀已经几乎荡然无存，只有半米到一米的土褐色文化堆积。在此出土了灰陶素面缸、盆瓮、瓦当残片以及以下大型砖石。还出土了较有价值的文物双鱼纹铜洗。目前无盐故城为東平縣县级文物保护重点单位。